# Cécile Alduy
Pour les articles homonymes, voir Alduy.
Cécile Alduy, née en 1974 à Boulogne-Billancourt, est une sémiologue et sémioticienne française.

## Biographie
Cécile Alduy est la fille de Jean-Paul Alduy et de Dominique Alduy, respectivement ancien sénateur des Pyrénées-Orientales et maire de Perpignan, ancienne directrice générale de FR3, du journal Le Monde, du Centre Pompidou et du Théâtre de la Ville.
Elle est ancienne élève de l'École normale supérieure (L1994) et docteur ès lettres (2003).
Elle est professeure de littérature française à l'université Stanford et chercheuse associée au Centre de recherches politiques de Sciences Po (Cevipof). Spécialiste des auteurs de la Renaissance, en particulier de Maurice Scève, Ronsard et Du Bellay, elle travaille également sur la sémiotique contemporaine, notamment en analysant le discours des personnalités politiques.
Dans Marine Le Pen prise aux mots : Décryptage du nouveau discours frontiste, coécrit avec Stéphane Wahnich  (éditions du Seuil, 2015), elle étudie le champ lexical du Front national, centré sur une normalisation linguistique.
Avec Ce qu’ils disent vraiment. Les politiques pris aux mots (Seuil, 2017), Cécile Alduy poursuit son travail de décryptage, cette fois en examinant la rhétorique des candidats à l'élection présidentielle française de 2017. Elle relève entre autres que le mot « peuple » est absent des discours de Benoît Hamon et de Manuel Valls, ce qui les différencie de Jean-Luc Mélenchon. Le score élevé de ce dernier au premier tour de l'élection présidentielle de 2017 lui semble dû à son positionnement « antisystème » mais aussi et surtout aux effets du « vote utile ».
Le 21 février 2022, invitée de Sonia Devillers dans l'émission de France Inter L'Instant M pour présenter son livre La langue de Zemmour, Cécile Alduy explique qu'après avoir fait une analyse statistique des mots et expressions utilisés, qui fait apparaître une majorité de termes issus du champ lexical de la violence, elle a relevé dans leur contexte les distorsions de sens qu'il leur applique pour transmettre sa vision du monde.

## Publications
- Maurice Scève, Paris / Rome, Memini, coll. « Bibliographie des écrivains français », 2006
- Politique des « Amours »: poétique et genèse d'un genre français nouveau, 1544-1560, Genève, Droz, coll. « Travaux d'humanisme et Renaissance », 2007[8].
- Marine Le Pen prise aux mots. Décryptage du nouveau discours frontiste, coécrit avec Stéphane Wahnich, Paris, Éditions du Seuil, 2015[9].
- Ce qu’ils disent vraiment. Les politiques pris aux mots, Paris Seuil, 2017[10].
- La langue de Zemmour, Paris, Seuil, coll. « Libelle », 2022, 60 p. (ISBN 978-2-02-149747-2)[11].

## Distinctions
- Chevalière de l'ordre des Arts et des Lettres (2017)[12].